# Rudnik (Dobczyce)
Pour les articles homonymes, voir Rudnik.
Rudnik est une localité polonaise de la gmina de Dobczyce, située dans le powiat de Myślenice en voïvodie de Petite-Pologne.